# 莱芜战役纪念馆
莱芜战役纪念馆位于中华人民共和国山东省济南市莱芜区英雄路北首的黄山上，前身为莱芜革命烈士陵园。是国家4A级旅游景区，用以纪念1947年发生于萊蕪境內的萊蕪戰役。

## 历史
1947年3月，为褒扬在莱芜战役中牺牲的革命烈士，始建于莱芜以西的矿山之阳。原址因开矿造成塌陷，1968年迁今址，1972年简称革命烈士纪念塔、两排平房建筑的莱芜战役展览馆、烈士骨灰堂等。1996年，投资1840多万元进行改建，1997年7月建成开馆，并更名为莱芜战役纪念馆。

## 场馆介绍
莱芜战役纪念馆占地44.9万㎡，由革命烈士纪念塔、莱芜战役展览馆、鲁中抗日纪念馆和莱芜战役全景画馆组成，成“品”字形布局，总建筑面积8100㎡。两馆之间矗立着陈毅铜像，并辟有露天兵器展场。馆名为迟浩田题写。莱芜战役全景画高17米，周长120米，地面塑形1100㎡。

### 革命烈士纪念塔
位于莱芜战役纪念馆中的黄山之顶，用花岗石砌成，总共19.8米。塔身呈四棱柱形，高16米，每边长4.8米。碑阳刻有毛泽东题“革命烈士纪念塔”七个鎏金行书大字。

### 莱芜战役展览馆
位于革命烈士纪念塔左侧，为弧形二层楼房建筑，建筑面积3000㎡。第一、第二展室为战役经过展室，第三展室为人民支前展室，第四展室为人民英雄展室。馆名为1980年粟裕题写。

### 鲁中抗日纪念馆
鲁中抗日纪念馆又称鲁中抗日战争纪念厅，位于莱芜战役纪念馆内东馆展区，建筑面积3400㎡，陈展面积3000㎡，展出图片700余幅，场景15处，文物600余件，分为英烈长廊、序厅和四个展厅。英烈长廊集中刻录抗战时期鲁中区牺牲的9358名烈士的名字；序厅主要内容是主题雕塑、中国人民抗日战争大事记、山东人民抗日战争大事记，设LED电子屏，展示鲁中地形地貌，播放抗战史料；第一展厅重点展示日军暴行；第二展厅重点展示抗日根据地的发展历程；第三展厅重点展示著名战役战斗；第四展厅重点展示英模人物事迹。至2017年，其是山东省唯一一处反映鲁中区全民抗战的综合性场馆。

### 莱芜战役全景画馆
位于纪念塔右侧，主体为圆柱形建筑，附属为弧形二层楼建筑。主高27米，内直径40米，建筑面积5080㎡，画高17米，周长120米，地面塑形1100㎡，画有人物5500多个，战车240辆，战马360匹，飞机18架。模拟自然光，设有电动旋转看台，录音讲解。画馆利用油画的表现力，采取真空幻象，视觉透视和局部夸张，造成视觉上的逼真。模拟多种声音，再现1947年2月23日下午4点莱芜战役城北围歼战的战斗场面。馆名为叶飞题写。